# Metovnica
Metovnica (Kyrillisch: Метовница) ist ein Dorf in der Opština Bor und im Okrug Bor im Osten Serbiens.
Es liegt zwölf Kilometer südlich von Bor und 14 Kilometer westlich von Zaječar auf etwa 180 m Höhe am Flüsschen Brestovačka reka kurz vor dessen Mündung in den Crni Timok.

## Einwohner
Die Volkszählung 2002 (Eigennennung) ergab, dass 1.331 Menschen im Dorf leben.
Weitere Volkszählungen:
- 1948: 2.002
- 1953: 2.086
- 1961: 2.160
- 1971: 1.988
- 1981: 1.794
- 1991: 1.569